# Schuifkracht

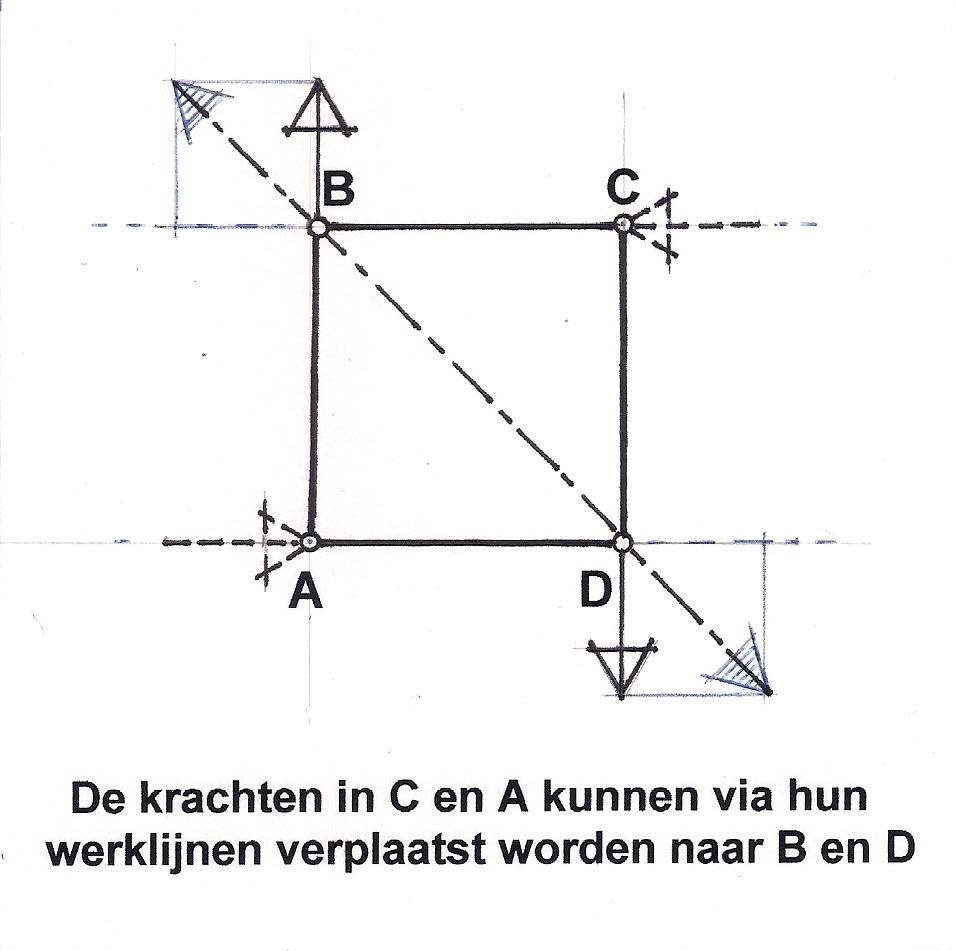
tot vierkant vereenvoudigde "kubieke eenheid"

Een schuifkracht is een kracht die in een materiaal een tegengestelde, gelijke kracht in een naastliggende evenwijdige werklijn opvangt, zonder draaiing te veroorzaken. Ter verduidelijking van de relatie tussen langskrachten en dwarskrachten is de zogenaamde kubieke eenheid vervangen door een eenvoudig vierkant. De twee trekkrachten in B en D in de nevenstaande figuur zullen door draaiing van het vierkant in elkaars verlengde komen te liggen. Als het vierkant wordt vastgezet in A en C, dan treden daar krachten op die even groot zijn als die in B en D. De krachten A, B, C en D veroorzaken een schuine trekkracht tussen B en D. Dit verschijnsel doet zich in balken voor bij de opleggingen. De verticale krachten in B en D worden dwarskrachten genoemd. De krachten in A en C heten langskrachten. De langskracht wordt zichtbaar bij het doorbuigen van twee gelijkvormige, op elkaar liggende planken, die zijn opgelegd op twee steunpunten aan de uiteinden. De onderlinge verschuiving die daarbij optreedt kan men voorkomen door de planken op elkaar te lijmen, welke lijm de schuifkracht opvangt.

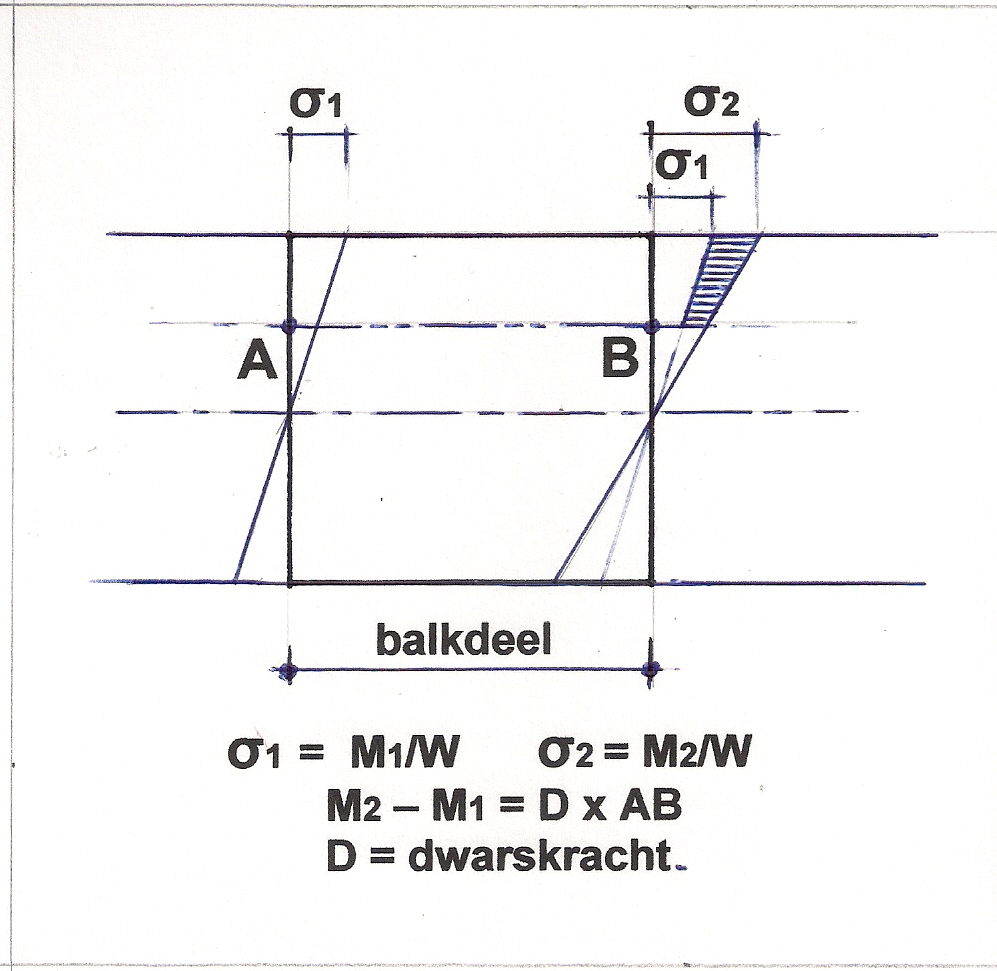
het gearceerde deel stelt de langskracht voor.

Een schuifkracht kan ook ontstaan door wringing, waarbij de kracht wordt overgebracht van doorsnede op doorsnede. De schuifspanning daarbij neemt van nul in het midden van de doorsnede toe tot de randspanning.
De langskrachten ontstaan doordat het spanningsverloop in twee evenwijdige doorsneden verschillend is, doordat het moment in de ene doorsnede anders is dan in de andere. Het in de afbeelding gearceerde spanningsverschil levert in de langsdoorsnede AB een schuifspanning op. In een eenvoudig belaste, aan twee einden opgelegde balk is het verschil tussen de momenten gelijk aan de dwarskracht maal de afstand tussen de doorsneden. Er is dus een rechtstreeks verband tussen de langs- en de dwarskracht. Deze relatie is onderzocht door Coulomb, Huber en Hencky. In het algemeen, met uitzondering van o.a. betonbalken, zijn schuifkrachten zo gering dat daarvoor geen berekeningen hoeven te worden gemaakt.